# Ryszard Walenty Bartel
Ryszard Walenty Bartel (ur. 10 grudnia 1934 w Chrzanowie, zm. 12 lipca 2020) – polski ichtiolog, prof. dr hab.

## Życiorys
Studiował na Wydziale Rybackim WSR, w 1970 obronił pracę doktorską, w 1981 habilitował się na podstawie pracy. 27 kwietnia 1993 nadano mu tytuł profesora w zakresie nauk rolniczych. Pracował w Morskim Instytucie Rybackim.
Był profesorem w Instytucie Rybactwa Śródlądowego im. Stanisława Sakowicza, oraz Radnym Rady Miasta Gdańska, członkiem Sejmiku Województwa Gdańskiego, członkiem Polskiego Towarzystwa Rybackiego, a także był zatrudniony na stanowisku przewodniczącego w Sekcji Rybackiej przy Zarządzie Głównym SITR.
Zmarł 12 lipca 2020. Pochowany na cmentarzu Srebrzysko (rejon I, taras II-skarpa-19).

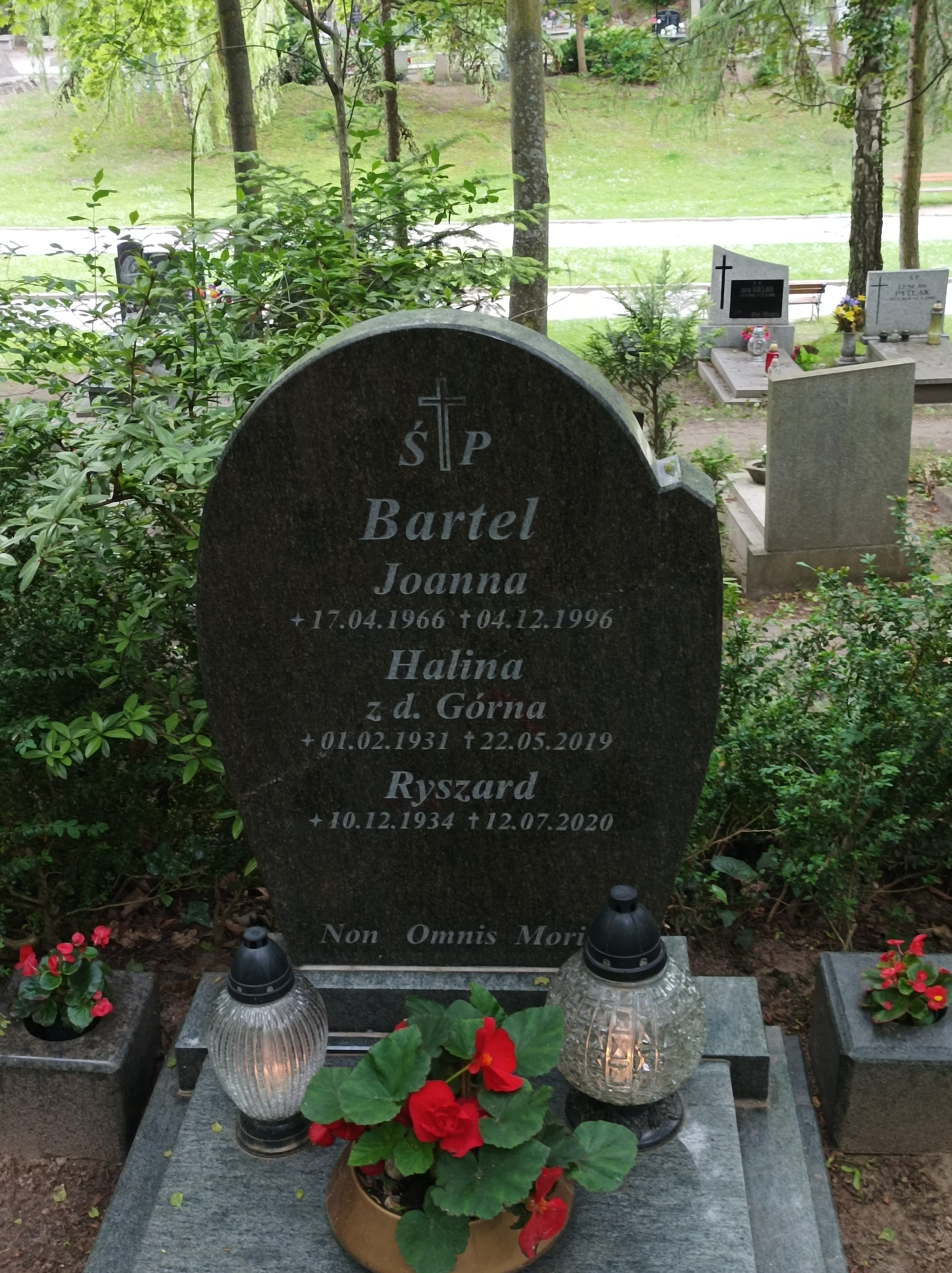
Grób prof. Ryszarda W. Bartla na cmentarzu Srebrzysko

## Odznaczenia i wyróżnienia
- Krzyż Kawalerski Orderu Odrodzenia Polski[3]
- Medal 100-lecia Odzyskania Niepodległości[3]
- Odznaka „Zasłużony Pracownik Rolnictwa”[3]
- Złota Odznaka PZW[3]
- Medal im. Stanisława Sakowicza[3]